# 배드민턴 아시아 연맹
배드민턴 아시아 연맹(영어: Badminton Asia Confederation, 약칭: BAC) 또는 배드민턴 아시아(영어: Badminton Asia)는 아시아 배드민턴을 총괄하는 기구이며 세계 배드민턴 연맹(BWF) 산하 5개 대륙 단체 중 하나이다. 1959년에 설립된 배드민턴 아시아 연맹은 말레이시아의 수도 쿠알라룸푸르에 본부를 두고 있으며 2021년에 잠시 몰디브로 이전되었다. 2023년에는 다시 말레이시아로 이전한다고 발표했다. 아시아를 앞으로 수년간 세계 배드민턴의 벤치마크로 유지하는 것을 목표로 하고 있다. 현재 43개 회원 연맹이 가입되어 있다. 앞으로 수년 동안 아시아를 세계 배드민턴의 최고(最高)로 유지하는 것을 목표로 하고 있으며 현재 43개의 아시아 국가가 가입되어 있다.
2006년 7월 16일에 열린 정기총회에서 연맹 명칭을 아시아 배드민턴 연맹(ABC)에서 현재의 배드민턴 아시아 연맹(BAC)으로 변경했으며 2015년 10월 16일 쿠웨이트에서 열린 배드민턴 아시아 임시 총회에서 연맹은 새로운 로고를 공개하여 배드민턴 아시아로 이름을 바꾸었다.

## 회원국

### West (11)
- 바레인
- 이란
- 이라크
- 요르단
- 쿠웨이트
- 레바논
- 팔레스타인
- 카타르
- 사우디아라비아
- 시리아
- 아랍에미리티드

### Central (5)
- 카자흐스탄
- 키르기스스탄
- 타지키스탄
- 투르크매니스탄
- 우즈베키스탄

### South (8)
- 아프가니스탄
- 방글라데시
- 부탄
- 인도
- 몰디브
- 네팔
- 파키스탄
- 스리랑카

### East (8)
- 중국
- 홍콩
- 일본
- 마카오
- 몽골
- 북한
- 대한민국
- 대만

### Southeast (11)
- 브루나이
- 캄보디아
- 인도네시아
- 라오스
- 말레이시아
- 미얀마
- 필리핀
- 싱가포르
- 태국
- 동티모르
- 베트남